# Retrat d'un jove de perfil (Masaccio)
Retrat d'un jove de perfil és un quadre atribuït al pintor renaixentista italià Masaccio. És un oli sobre taula, pintat cap a l'any 1425. Mesura 42 cm d'alt i 32 cm d'ample. S'exhibeix actualment en la Galeria Nacional d'Art de Washington DC.
A principis del segle xv el retrat de perfil, com en les medalles antigues, era el tipus de retrat favorit, en part perquè els trets sortints podien delinear amb més precisió en una vista lateral. Així passa en aquest exemple, perquè encara que és difícil de jutjar l'expressió o l'estat d'ànim d'aquest aristòcrata desconegut, almenys es té un registre exacte de la seva aparença física.

## Anàlisi de l'obra
Detonació: Es mostra una persona d'aparença jove pintat de perfil. Usant un turbant i peces fines. Aquest es troba seriós i apàtic.
Connotació: En aquesta època del renaixement era comú i gustós fer aquest tipus de retrats, ja que es definien millor les línies d'expressió i els detalls de la cara a diferència d'un retrat frontal. Es pot percebre que el jove és bones riqueses; probablement aristòcrata.